# Hemerobius poppii
Hemerobius poppii är en insektsart som beskrevs av Peter Esben-Petersen 1921. 
Hemerobius poppii ingår i släktet Hemerobius och familjen florsländor. Inga underarter finns listade i Catalogue of Life.